# Sörtjärnarna, Hälsingland
Sörtjärnarna är en sjö i Ljusdals kommun i Hälsingland och ingår i Ljusnans huvudavrinningsområde.